# Catananche arenaria
Catananche arenaria là một loài thực vật có hoa trong họ Cúc. Loài này được Coss. & Durieu mô tả khoa học đầu tiên năm 1855.